# Siler City
Siler City è una città degli Stati Uniti d'America situata nella Carolina del Nord, nella Contea di Chatham.